# Desmopterella haani
Desmopterella haani är en insektsart som först beskrevs av Bolívar, I. 1898.  Desmopterella haani ingår i släktet Desmopterella och familjen Pyrgomorphidae. Inga underarter finns listade i Catalogue of Life.